# Бакхорн (Пенсилванија)
Бакхорн (енгл. Buckhorn) насељено је место без административног статуса у америчкој савезној држави Пенсилванија.

## Демографија
По попису из 2010. године број становника је 318, што је 142 (80,7%) становника више него 2000. године.
| Група             | 2000.        | 2010.       |
| Белци             | 176 (100,0%) | 296 (93,1%) |
| Афроамериканци    | 0 (0,0%)     | 3 (0,9%)    |
| Азијати           | 0 (0,0%)     | 11 (3,5%)   |
| Хиспаноамериканци | 0 (0,0%)     | 9 (2,8%)    |
| Укупно            | 176          | 318         |